# Університет Сантьяго
Університет Сантьяго (USACH, (ісп. Universidad de Santiago de Chile) — один з найстаріших університетів Чилі. Навчальний заклад зародився як Школа мистецтв і ремесел у 1849 році, за часів врядування Мануеля Бальнеса. У 1947 році заклад було реформовано й він отримав назву Державного технічного університету, він мав багато кампусів усією країною. У 1981 році, відповідно до реформи вищої освіти Августо Піночета, навчальний заклад набув відомості під назвою Університету Сантьяго, усі ресурси якого розташувались у єдиному кампусі площею 340 000 м² у столиці країни.

## Історія
Університет веде свою історію з 1849 року. Є одним із найстаріших університетів Чилі.

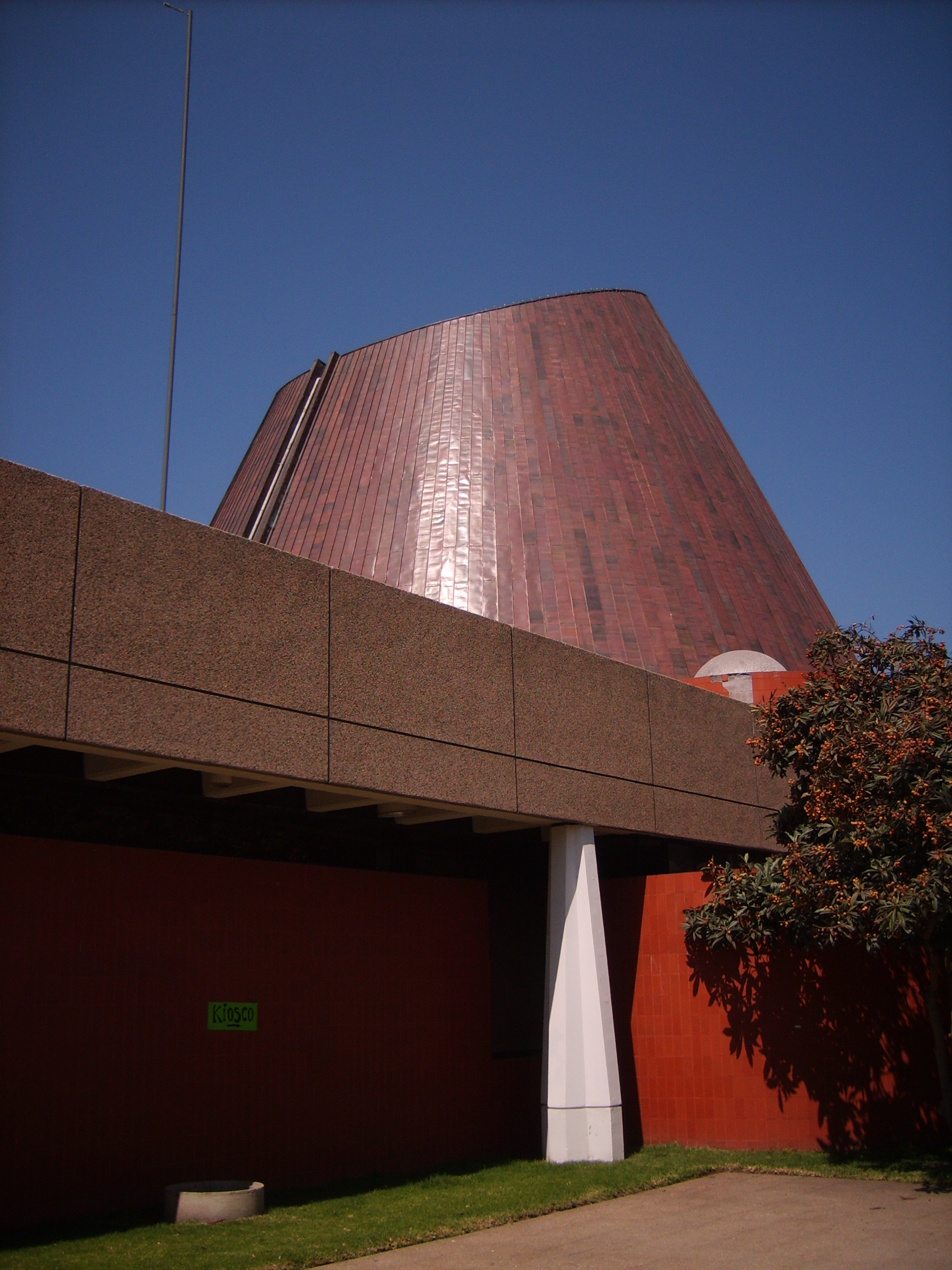
Планетарій Університету Сантьяго

У 1952 році було прийнято статут, який дозволив закладу реально набути статусу університету й розпочати органічне функціонування. Першим президентом став Октавіо Веленсуела Ласо (12 березня 1952 року — 12 березня 1953 року).

## Факультети

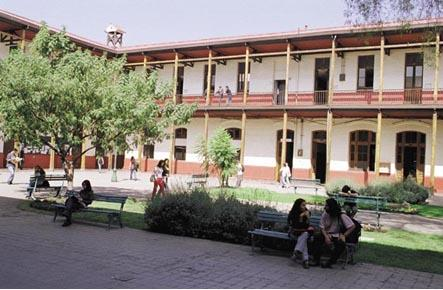
Вид на Школу мистецтв і ремесел

В університеті навчається понад 18 000 студентів за 55 різними програмами на таких факультетах:
- інженерний
- управління бізнесом та економіки
- хімії та біології
- медичних наук
- науковий
- гуманітарних наук
- школа архітектури
- технологічний